# Wallfahrtskirche auf dem Mazzucco

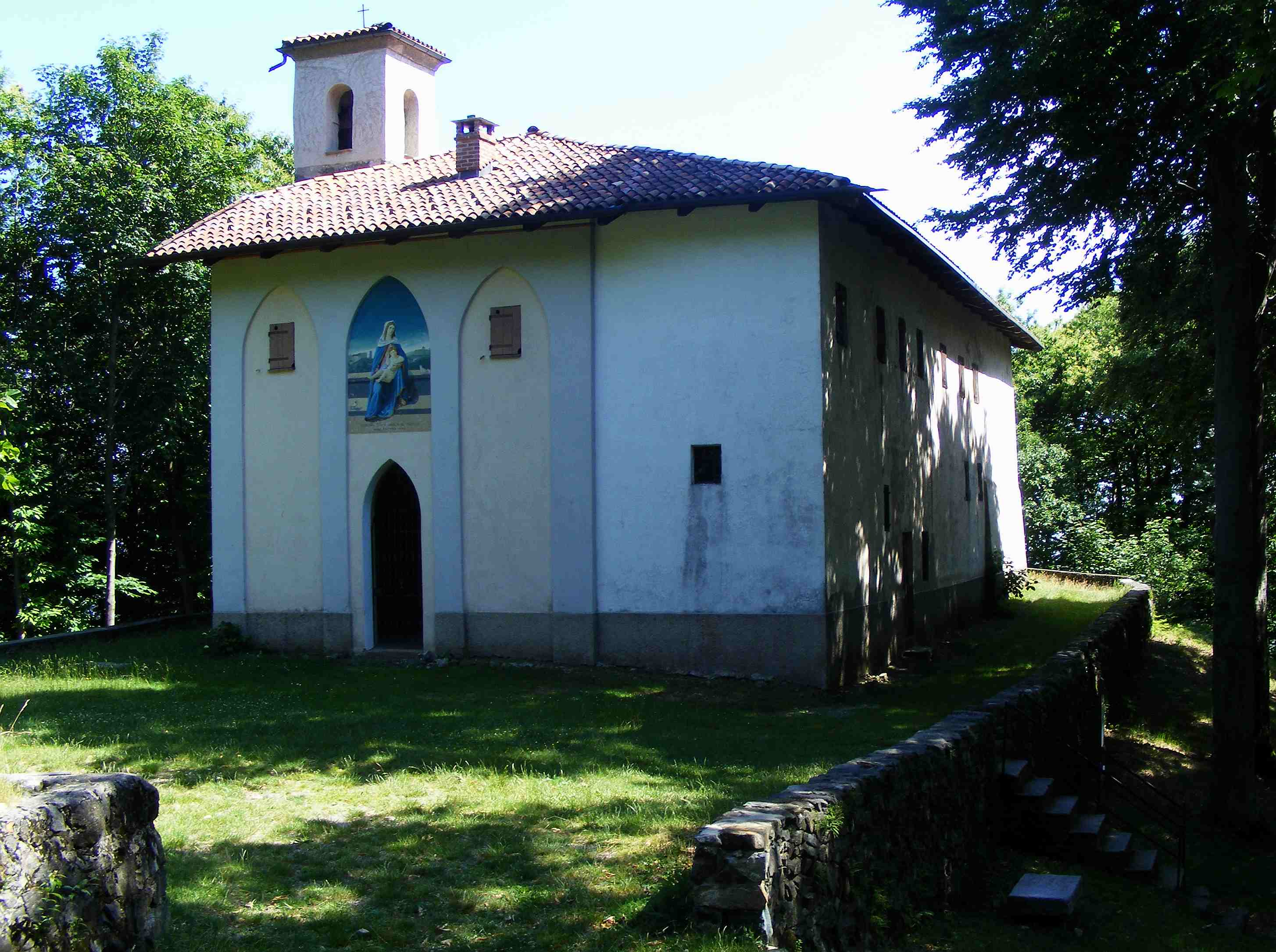
Die Wallfahrtskirche

Die Wallfahrtskirche auf dem Mazzucco ist ein Sakralbau, der der hl. Anna geweiht ist, worin jedoch die Madonna und der hl. Bernhard verehrt werden.
Zusammen mit der Wallfahrtskirche von Banchette (Bioglio), der Nostra Signora della Brughiera (Trivero) und der Brugarola (Ailoche) gehört sie zur Gruppe der kleineren Wallfahrtsstätten der Gegend von Biella, die sich entlang der Wander- und Pilgerwege von CoEUR und am Weg von San Carlo befinden.

## Merkmale

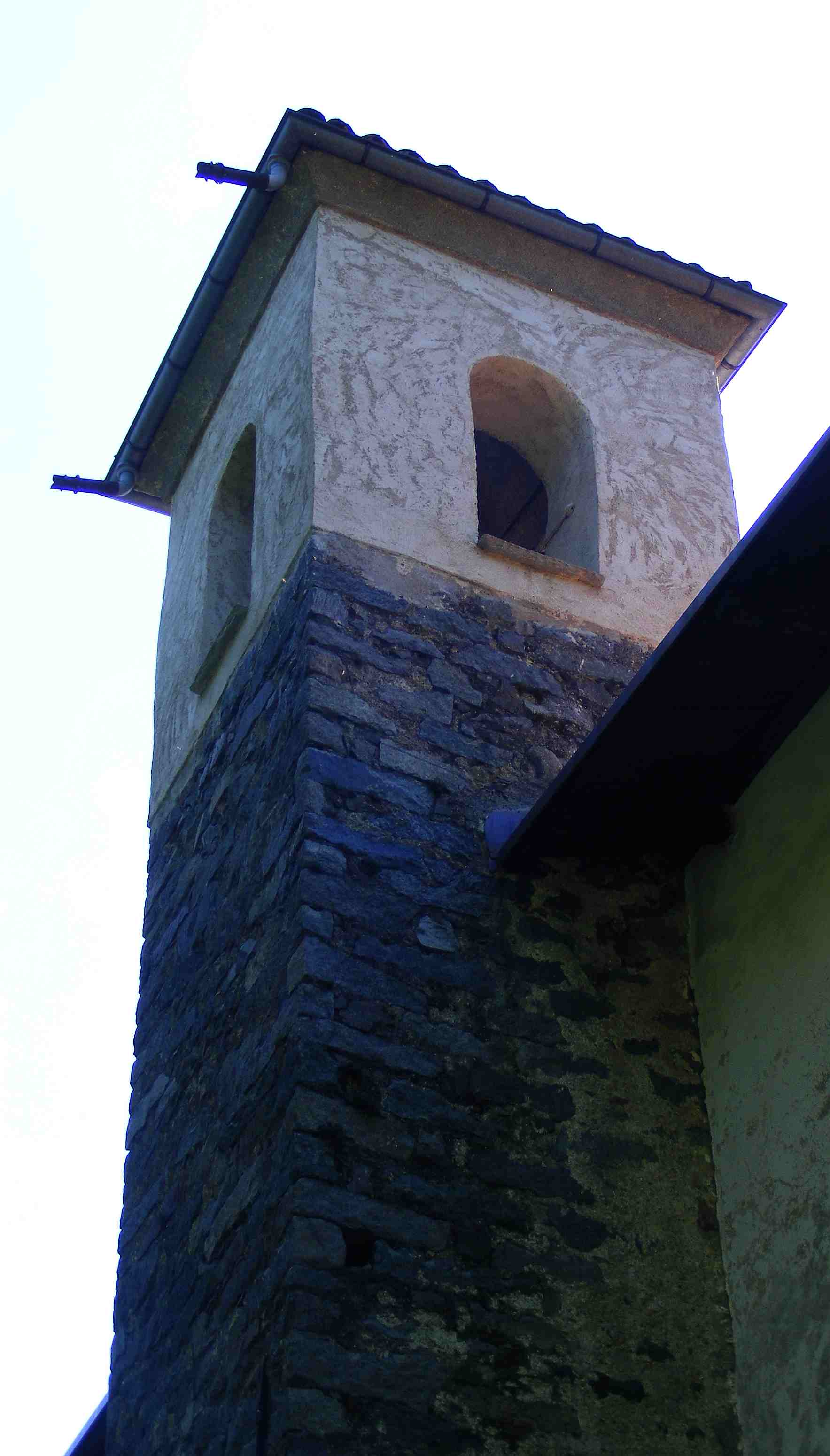
Der kleine Glockenturm

Die Kirche liegt in einem Buchenwald in 919 m Höhe im Gebiet der Gemeinde Camandona in der Provinz Biella.
Das Gebäude ist ein massiver, rechteckiger Bau mit einem kleinen Glockenturm, der in der ersten Hälfte des 17. Jahrhunderts begonnen, im 18. Jahrhundert grundlegend umgebaut und im 19. und 20. Jahrhundert erneut baulich verändert wurde.
Über dem Hauptaltar ist eine von Carlo Sogno im Jahr 1900 gemalte Ikone zu sehen, die die hl. Anna darstellt; ebenfalls im Inneren sind interessante Dekorationen vorhanden, die um 1870 z. T. von dem Maler Antonio Ciancia aus Caprile geschaffen wurden. Die Fassade ist mit einem jüngeren Fresko (1988) geschmückt, das die Madonna mit dem Jesuskind darstellt.
Im Gebäude ist außer der Kirche auch eine Unterkunft enthalten, in der einst die Einsiedler lebten.
Unweit der Wallfahrtsstätte verläuft der Almauftrieb, auf dem die Viehzüchter der Gegend von Biella die Sommerweiden des oberen Valsessera-Tals erreichen.

## Zugang
Die Wallfahrtsstätte ist von Camandona auf einem Pfad oder einer asphaltierten Straße erreichbar, die hinter dem Ortsteil Mino einige Dutzend Meter von der Kirche entfernt vorbeiführt. Ein Pfad führt auch vom nahegelegenen Ortsteil Guelpa hinauf.